# Joseph J. Jacobs
Joseph J. Jacobs (Brooklyn, 1916 – 2004) foi um engenheiro químico estadunidense. Fundou o Jacobs Engineering Group, uma das maiores companhias de engenharia e construção do mundo. Obteve o grau de engenheiro químico pelo Instituto Politécnico da Universidade de Nova Iorque. Recebeu a Medalha Hoover de 1983.